# Cons-Sainte-Colombe
Cons-Sainte-Colombe är en kommun i departementet Haute-Savoie i regionen Auvergne-Rhône-Alpes i sydöstra Frankrike. Kommunen ligger i kantonen Faverges som tillhör arrondissementet Annecy. År 2018 hade Cons-Sainte-Colombe 390 invånare.

## Befolkningsutveckling
Antalet invånare i kommunen Cons-Sainte-Colombe
| Referens: INSEE |